# Паломбо, Анджело
Анджело Паломбо (итал. Angelo Palombo; род. 25 сентября 1981[…], Ферентино, Лацио) — итальянский футболист и тренер.

## Клубная карьера
Паломбо воспитанник «Фиорентины», в которой он дебютировал в сезоне 2001/02. Летом 2002 года клуб вылетел из серии A и обанкротился, Паломбо на правах свободного агента перешёл в «Сампдорию». В мае 2009 года продлил контракт до 2013 года.
31 января 2012 года Паломбо на правах аренды перешёл в «Интернационале». Сумма сделки составила 1 млн евро. По окончании сезона «Нерадзурри» могли выкупить футболиста за 4 млн.

## Карьера в сборной
Паломбо вызывался в молодёжную сборную Италии, в 2004 году он стал чемпионом мира (среди молодёжных сборных), а на Олимпиаде в Афинах завоевал бронзовую олимпийскую награду.
16 августа 2006 года дебютировал в национальной сборной, выйдя на замену в матче с Хорватией. Первым международным турниром, на который Анджело поехал в составе основной «скуадры адзурры», стал Кубок конфедераций 2009 в ЮАР.

## Достижения
- Чемпион Европы среди молодёжных команд 2004.
- Обладатель бронзовой медали Олимпиады-2004 в Афинах.
- Кавалер ордена «За заслуги перед Итальянской Республикой».